# مفکر الشرقی
مفکر الشرقی (به عربی: مفکر الشرقی) یک روستا در سوریه است که در ناحیه بری شرقی واقع شده‌است. مفکر الشرقی ۸۰۲ نفر جمعیت دارد.